# La Poly Normande 2015
La Poly Normande 2015, trentacinquesima edizione della corsa, valevole come evento dell'UCI Europe Tour 2015 categoria 1.1 e come dodicesima prova della Coppa di Francia, si svolse il 2 agosto 2015 su un percorso di 157 km, con partenza da Avranches ed arrivo a Saint-Martin-de-Landelles, in Francia. La vittoria fu appannaggio del belga Oliver Naesen, il quale terminò la gara in 4h14'32", alla media di 37,01 km/h, precedendo il francese Fabrice Jeandesboz ed il canadese Antoine Duchesne.
Partenza da Avranches con 108 ciclisti, dei quali 75 completarono la competizione.

## Squadre e corridori partecipanti
| N.    | Cod. | Squadra                    |
| ----- | ---- | -------------------------- |
| 1-8   | WGG  | Wanty-Groupe Gobert        |
| 11-18 | EUC  | Team Europcar              |
| 21-28 | RLM  | Roubaix-Lille Métropole    |
| 31-38 | ALM  | AG2R La Mondiale           |
| 41-48 | FDJ  | FDJ                        |
| 51-58 | BSE  | Bretagne-Séché             |
| 61-68 | COF  | Cofidis, Solutions Crédits |

| N.      | Cod. | Squadra                     |
| ------- | ---- | --------------------------- |
| 71-78   | FRA  | Selezione francese          |
| 81-88   | AUB  | Auber 93                    |
| 91-98   | M13  | Team Marseille 13-KTM       |
| 101-108 | RVL  | RusVelo                     |
| 111-118 | TSV  | Topsport Vlaanderen-Baloise |
| 121-128 | ADT  | Armée de Terre              |
| 131-138 | WBC  | Wallonie Bruxelles          |

## Ordine d'arrivo (Top 10)
| Pos. | Corridore           | Squadra       | Tempo    |
| ---- | ------------------- | ------------- | -------- |
| 1    | Oliver Naesen       | Topsport Vl.  | 4h14'32" |
| 2    | Fabrice Jeandesboz  | Europcar      | s.t.     |
| 3    | Antoine Duchesne    | Europcar      | s.t.     |
| 4    | Anthony Delaplace   | Bretagne      | a 6"     |
| 5    | Pierrick Fédrigo    | Bretagne      | a 9"     |
| 6    | Romain Combaud      | Armée de Te.  | a 14"    |
| 7    | Baptiste Planckaert | Roubaix-Lille | a 1'07"  |
| 8    | Frédéric Brun       | Bretagne      | a 1'09"  |
| 9    | Nacer Bouhanni      | Cofidis       | a 1'29"  |
| 10   | Grégory Habeaux     | Wallonie      | s.t.     |